# Dirceu
Dirceu (właśc. José Guimarães Dirceu, ur. 15 czerwca 1952 w Rio de Janeiro, zm. 15 września 1995) – brazylijski piłkarz grający na pozycji napastnika.
Zginął w wypadku samochodowym (w wieku 43 lat).

## Kariera piłkarska
- 1970 – 1972:  Coritiba FBC
- 1973 – 1976:  Botafogo de Futebol e Regatas
- 1976 – 1976:  Fluminense Football Club
- 1977 – 1978:  Club de Regatas Vasco da Gama
- 1978 – 1979:  Club América
- 1979 – 1982:  Atlético Madryt
- 1982 – 1983:  Hellas Werona
- 1983 – 1984:  SSC Napoli
- 1984 – 1985:  Ascoli Calcio
- 1985 – 1986:  Como Calcio
- 1986 – 1987:  U.S. Avellino
- 1988 – 1988:  Club de Regatas Vasco da Gama
- 1988 – 1988:  Miami Sharks
- 1989 – 1990:  Empoli FC
- 1990 – 1991:  Bologna FC
- 1992 – 1992:  Empoli FC
- 1993 – 1994:  Ankaragücü
- 1995 – 1995:  Atlético Yucatán